# Regina Bejma
Regina Bejma (ur. 3 listopada 1922 w Szreńsku, zm. 30 czerwca 2013) – polska rolniczka, poseł na Sejm PRL V kadencji.

## Życiorys
Uzyskała wykształcenie podstawowe. Prowadziła wraz z mężem gospodarstwo rolne w Lestkowie. W 1969 uzyskała mandat posła na Sejm PRL w okręgu Stargard Szczeciński z ramienia Zjednoczonego Stronnictwa Ludowego. Zasiadała w Komisji Rolnictwa i Przemysłu Spożywczego. Odznaczona Srebrnym Krzyżem Zasługi.
Pochowana na cmentarzu komunalnym w Nowogardzie.